# Nieng Yan
Yan Ning (Zhangqiu, Jinan, Shandong, 21 de noviembre de 1977) también conocida como Nieng Yan es una bióloga estructural china.   Es profesora de ciencias de la vida en la Universidad Tsinghua desde diciembre de 2022.

## Educación
Se graduó en el Departamento de Ciencias Biológicas y Biotecnología de la Universidad de Tsinghua en 2000.  Recibió el título de doctora en biología molecular por la Universidad de Princeton en 2004. Su director de tesis doctorado fue Shi Yigong .  Fue investigadora postdoctoral en la Universidad de Princeton de 2004 a 2007. 
Ganó el Premio al Joven Científico en América del Norte, copatrocinado por Science/AAAS y GE Healthcare, por su tesis sobre el estudio estructural de la muerte celular programada. Continuó su formación postdoctoral centrándose en la caracterización estructural de las proteasas intramembrana. 

## Carrera
En 2007, se unió a la Universidad de Tsinghua como profesora de la Facultad de Medicina y Ciencias de la Vida.    Su investigación se centró en la estructura y el mecanismo de la proteína de transporte de membrana,  ejemplificada por el transportador de glucosa GLUT1 y los canales de sodio y calcio. 
En 2017, Yan decidió dejar Tsinghua y unirse a la Universidad de Princeton como Profesora Shirley M. Tilghman de Biología Molecular.  Se comentó que la causa fue la dificultad de hacer lo que quería hacer bajo el sistema académico de China, ya que había criticado la renuencia de la Fundación Nacional de Ciencias Naturales de China a apoyar la investigación de alto riesgo en una serie de blogs.  Sin embargo, Yan desestimó esta afirmación más tarde y afirmó que "cambiar el entorno puede traer nueva presión e inspiración para avances académicos". 
Fue científica internacional de carrera temprana del HHMI entre 2012 y 2017, ganadora del Premio a Jóvenes Investigadores de la Protein Society en 2015, el Premio Internacional de Biofísica Beverley & Raymond Sackler en 2015, el Premio Alexander M. Cruickshank del GRC sobre proteínas de transporte de membrana en 2016, el Premio FAOBMB a la Excelencia en Investigación en 2018 y el Premio Weizmann a la Mujer y la Ciencia en 2019. Fue elegida miembro asociado extranjero de la Academia Nacional de Ciencias de los Estados Unidos en abril de 2019.   Fue elegida asociado extranjero de la Academia Estadounidense de Artes y Ciencias en 2021.  Ese mismo año, se convirtió en profesora visitante en la Escuela de Biotecnología y Ciencias Biomoleculares de la Universidad de Nueva Gales del Sur. 
En noviembre de 2022, mientras hablaba en el Foro Global de Innovación de Talentos de Shenzhen, anunció que renunciaría a su puesto en Princeton y regresaría a China para convertirse en decana fundadora de la Academia Médica de Investigación y Traducción de Shenzhen.   En marzo de 2023 fue nombrada directora del Laboratorio de la Bahía de Shenzhen.  Yan fue elegido asociada extranjera de la Organización Europea de Biología Molecular en 2023.  En 2023 fue elegida académica de la Academia de Ciencias de China . 

## Vida personal
Yan es amiga cercana de Li Yinuo, un compañero de la Universidad de Tsinghua. 

## Honores y premios
| Año  | Lista de premios |
| ---- | --- |
| 2025 | - National March 8th Red Flag Bearer |
| 2024 | - Premios L'Oréal-UNESCO a Mujeres en Ciencia |
| 2023 | - Chinese Academy of Sciences Member, Academia China de las Ciencias - European Molecular Biology Organization Foreign Associate, Organización Europea de Biología Molecular                         |
| 2021 | - American Academy of Arts and Sciences Foreign Associate, Academia Estadounidense de las Artes y las Ciencias                                                                                       |
| 2019 | - National Academy of Sciences Foreign Associate, Academia Nacional de Ciencias (Estados Unidos) - Weizmann Women &amp; Science Award, Weizmann Institute of Science                                 |
| 2018 | - FAOBMB Award for Excellence, Federation of National Societies of Biochemistry and Molecular Biology in the Asian and Oceanian Region                                                               |
| 2017 | - Wu-Janssen Award in Biomedical Basic Research, China - Teaching award, Universidad Tsinghua |
| 2016 | - Alexander M. Cruickshank Award for the Gordon Research Conference on Membrane Transport Proteins: Molecules to Medicine                                                                            |
| 2015 | - The Protein Science Young Investigator Award, Protein Society - The Raymond and Beverly Sackler International Prize in Biophysics, Universidad de Tel Aviv                                         |
| 2014 | - Cell "40under40", Cell - Promega Awards for Biochemistry, Promega - Cheung Kong Scholar, Ministry of Education, China - The Ho Leung Ho Lee Award for Advancement in Science and Technology, China |
| 2012 | - Howard Hughes Medical Institute International Early Career Scientist, Instituto Médico Howard Hughes - Award for “Women in Science” of China - CC Tan Award for Innovation in Life Sciences, China |
| 2011 | - National Outstanding Young Scientist Award, China |
| 2006 | - Young Scientist Award (North America Regional Winner), AAAS/Science and GE |